# Милош Колаковић
Милош Колаковић (25. јун 1974, Београд) је бивши српски фудбалер, који је играо на позицији нападача.

## Каријера
Милош Колаковић је поникао у Вождовцу, за који је играо до 1995. године, а након тога прелази у Ајнтрахт Брауншвајг. За Ајнтрахт игра 2 године, да би се након кратког периода у Арминији Билефелд, са којом осваја Цвајту сезоне 1998/99, поново вратио у Ајнтрахт. Године 2001. прелази у ОФК Београд, где 2004. постаје репрезентативац Србије и Црне Горе. Другу половину сезоне 2004/05. проводи у Дебрецину, са којим осваја Прву лигу Мађарске, али се убрзо враћа у Србију и Црну Гору и наступа за Раднички Ниш. Сезоне 2006/07. враћа се у Вождовац, а након Вождовца игра још и у Неа Саламини, Бежанији, Норћепингу и Графичару.
За репрезентацију Србије и Црне горе је дебитовао 28. априла 2004. против Северне Ирске, а одиграо је и два меча исте године на Кирин купу.

## Трофеји
Дебрецин
- Прва лига Мађарске: 2004/05